# Boxning vid olympiska sommarspelen 1960
Boxningen vid olympiska sommarspelen 1960 i Rom innehöll tio olika viktklasser och var endast öppen för herrar. Italien tog flest medaljer, och tvåa i medaljligan kom USA. 

## Medaljtabell
| Klass                       | Guld                              | Silver                         | Brons                                            |
| Flugvikt Detaljer...        | Gyula Török · Ungern              | Sergej Sivko · Sovjetunionen   | Abdel Moneim El-Guindi · Förenade arabrepubliken |
| Flugvikt Detaljer...        | Gyula Török · Ungern              | Sergej Sivko · Sovjetunionen   | Kiyoshi Tanabe · Japan                           |
| Bantamvikt Detaljer...      | Oleg Grigorjev · Sovjetunionen    | Primo Zamparini · Italien      | Brunon Bendig · Polen                            |
| Bantamvikt Detaljer...      | Oleg Grigorjev · Sovjetunionen    | Primo Zamparini · Italien      | Oliver Taylor · Australien                       |
| Fjädervikt Detaljer...      | Francesco Musso · Italien         | Jerzy Adamski · Polen          | Jorma Limmonen · Finland                         |
| Fjädervikt Detaljer...      | Francesco Musso · Italien         | Jerzy Adamski · Polen          | William Meyers · Sydafrika                       |
| Lättvikt Detaljer...        | Kazimierz Paździor · Polen        | Sandro Lopopolo · Italien      | Abel Laudonio · Argentina                        |
| Lättvikt Detaljer...        | Kazimierz Paździor · Polen        | Sandro Lopopolo · Italien      | Dick McTaggart · Storbritannien                  |
| Lätt weltervikt Detaljer... | Bohumil Němeček · Tjeckoslovakien | Clement Quartey · Ghana        | Quincey Daniels · USA                            |
| Lätt weltervikt Detaljer... | Bohumil Němeček · Tjeckoslovakien | Clement Quartey · Ghana        | Marian Kasprzyk · Polen                          |
| Weltervikt Detaljer...      | Giovanni Benvenuti · Italien      | Jurij Radonjak · Sovjetunionen | Leszek Drogosz · Polen                           |
| Weltervikt Detaljer...      | Giovanni Benvenuti · Italien      | Jurij Radonjak · Sovjetunionen | Jimmy Lloyd · Storbritannien                     |
| Lätt mellanvikt Detaljer... | Wilbert McClure · USA             | Carmelo Bossi · Italien        | William Fisher · Storbritannien                  |
| Lätt mellanvikt Detaljer... | Wilbert McClure · USA             | Carmelo Bossi · Italien        | Boris Lagutin · Sovjetunionen                    |
| Mellanvikt Detaljer...      | Eddie Crook, Jr. · USA            | Tadeusz Walasek · Polen        | Jevgenij Feofanov · Sovjetunionen                |
| Mellanvikt Detaljer...      | Eddie Crook, Jr. · USA            | Tadeusz Walasek · Polen        | Ion Monea · Rumänien                             |
| Lätt tungvikt Detaljer...   | Cassius Clay · USA                | Zbigniew Pietrzykowski · Polen | Anthony Madigan · Australien                     |
| Lätt tungvikt Detaljer...   | Cassius Clay · USA                | Zbigniew Pietrzykowski · Polen | Giulio Saraudi · Italien                         |
| Tungvikt Detaljer...        | Franco De Piccoli · Italien       | Daniel Bekker · Sydafrika      | Josef Němec · Tjeckoslovakien                    |
| Tungvikt Detaljer...        | Franco De Piccoli · Italien       | Daniel Bekker · Sydafrika      | Günter Siegmund · Tyskland                       |

## Medaljfördelning
| Medaljfördelning |                         |      |        |       |        |
| Placering        | Nation                  | Guld | Silver | Brons | Totalt |
| 1                | Italien                 | 3    | 3      | 1     | 7      |
| 2                | USA                     | 3    | 0      | 1     | 4      |
| 3                | Polen                   | 1    | 3      | 3     | 7      |
| 4                | Sovjetunionen           | 1    | 2      | 2     | 5      |
| 5                | Tjeckoslovakien         | 1    | 0      | 1     | 2      |
| 6                | Ungern                  | 1    | 0      | 0     | 1      |
| 7                | Sydafrika               | 0    | 1      | 1     | 2      |
| 8                | Ghana                   | 0    | 1      | 0     | 1      |
| 9                | Storbritannien          | 0    | 0      | 3     | 3      |
| 10               | Australien              | 0    | 0      | 2     | 2      |
| 11               | Japan                   | 0    | 0      | 1     | 1      |
| 11               | Förenade arabrepubliken | 0    | 0      | 1     | 1      |
| 11               | Finland                 | 0    | 0      | 1     | 1      |
| 11               | Argentina               | 0    | 0      | 1     | 1      |
| 11               | Rumänien                | 0    | 0      | 1     | 1      |
| 11               | Tyskland                | 0    | 0      | 1     | 1      |